# 本庄繁長
本庄 繁長（ほんじょう しげなが）は、戦国時代から江戸時代初期にかけての武将。上杉氏の重臣。揚北衆の一人。越後岩船郡小泉庄の本庄城主。上杉氏の会津転封後は守山城と福島城の城代を務めた。本庄房長の子。母は揚北衆の鮎川清長の室と姉妹関係にあったとみられている。

## 生涯
天文8年（1540年）、越後国の国人・本庄房長の子として誕生。幼名は千代猪丸。
繁長が生まれる直前、父・房長は同族の色部氏と共に、越後守護・上杉定実が伊達稙宗の子・時宗丸を養子に迎えることに異を唱え、入嗣推進派の中条藤資らと対立した。伊達氏の支援を受けた中条氏に攻められた房長は、弟・小川長資と同族・鮎川清長の勧めにより、本庄氏と盟友関係にある出羽国庄内地方の武藤氏のもとに逃れた。しかしこれは長資の罠であり、その隙に長資によって居城を奪われてしまう。弟の謀反に衝撃を受けた房長は病に倒れそのまま死去した。房長を失った本庄氏の家臣団は遺児・千代猪丸を当主に立てたものの、幼少の千代猪丸に政が出来るわけでもなく長資をその後見人として認めざるを得ず、本庄氏の実権は長資の手に落ちた。現存する史料から千代猪丸は叔父の本庄盛長や本庄家臣団の中心的人物であった矢羽幾長南の後見の下で幼年期を送っていたとみられる。しかし、天文20年（1551年）父の13回忌の法要が開かれた耕雲寺で千代猪丸は長資を捕えて自害に追い込み、実権を取り戻した。まだ幼少と言われる年齢だった千代猪丸は「気性剛強で勇猛」と評された。千代猪丸は程なく元服し繁長と名を改めた。
1553年の8月に長尾景虎に拝謁して家臣となったと考えられるが、同年の4月に景虎から繁長へ信州の情勢を伝える書状が出されている。これは信州を破竹の勢いで進撃している甲斐国の武田晴信の動きを伝えることで越後本国も危うくなっているという状態を未だ服属していない繁長に伝えいち早く傘下に入ることを促すためであると考えられる。以降は川中島の戦いや関東攻めなど、謙信に従って各地を転戦し、武功を挙げた。しかし、自立傾向が強かった本庄氏ら越後北部の国人領主らは揚北衆と呼ばれ、越後国守護や守護代としばしば対立し、時には味方になったり敵になったりと一貫性がなかった。永禄11年（1568年）、上杉輝虎（謙信）の命を受け長尾藤景・景治兄弟を謀殺したが、これに対しての恩賞がなかったことに不満を持った繁長は同年、甲斐国の武田信玄の要請に応じて上杉氏からの独立を目論み、尾浦城主で大宝寺氏（武藤氏）の当主・大宝寺義増と結んで挙兵した。謙信は先に庄内へと兵を進めて義増を降伏させ、孤立した繁長に猛攻を加えた。上杉軍は繁長の巧みな采配により攻城戦に手間取り、夜襲などで色部勝長や数千に及ぶ死傷者を出すなど損害も大きく戦は長期化したが、翌年繁長は蘆名盛氏の仲介により降伏し、嫡男の千代丸（後の本庄顕長）を人質として差し出すことで帰参を許された（本庄繁長の乱）。
以後は謙信に臣従したが、謀反の咎により所領を削減されたのを始めとして謙信の存命中は表立った活躍の機会は与えられなかった。この間の繁長の動向は不明な点も多々あるが、一時的に本庄城の支城である猿沢城に蟄居していたと思われる。また領主としての影響力も引き続き持ち続けていたのではないかと推定される。天正6年（1578年）、謙信の死により発生した御館の乱では、上杉景勝と上杉景虎の両陣営から誘いがあったようだが、『本荘氏記録』によれば自身は吉江資堅に使者を遣わし景勝方に味方する意思を伝達したとされる。その後に景虎方に付いた鮎川盛長と戦いながら去就を明らかにしておらず家中が分裂状態だった色部家中に介入し騒動を静めている。一方で嫡男・顕長は大宝寺義氏（義増の子）と共に景虎方についた。繁長は御館が陥落する寸前に景虎から来援を要請されているが応じていない。景勝方の勝利に終わると顕長は廃嫡と引き換えに助命された。その後に繁長は景勝に引き続き仕えているが、天正8年（1580年）には色部長実・竹俣慶綱と共に鮎川盛長を攻め、救援に来た新発田重家とも戦っている。その後、景勝に叛旗を翻した新発田重家討伐では色部長実と共に戦功を挙げている。
天正11年（1583年）、庄内進出を目指す山形城主・最上義光に内通した大宝寺家臣の東禅寺勝正によって義氏が謀殺されると、繁長は義光の庄内侵攻を阻止すべく大宝寺氏を支援し続けた。義氏の弟・大宝寺義興は越後上杉氏との連携をより強固にするため、繁長の次男・千勝丸を養子として迎える（後の大宝寺義勝。武藤義勝とも）。しかしこれが親最上派の国人達の激しい反発を買い、繁長が新発田攻めで動けないことから庄内各地で反乱が起き、それに乗じて義光が庄内に軍を進めた。天正15年（1587年）11月、尾浦城が陥落し義興は自害。義勝は実父を頼って越後に落ち延びた。翌天正16年（1588年）8月、義光が伊達政宗との大崎合戦で動けない隙に乗じて繁長・義勝父子は庄内に侵攻し、十五里ヶ原の戦いで反武藤派国人連合からなる最上軍に勝利を収めた。繁長は最上勢を追撃して朝日山城を陥落させ東根まで軍を進めたが、最上勢の反撃に遭い撤退した(朝日山城の戦い)。庄内地方に復帰した義勝は、天正17年（1589年）5月、豊臣秀吉に謁見し、大宝寺氏は上杉景勝の与力大名として公認された。
天正18年（1590年）、秀吉の命により上杉景勝が由利郡・仙北郡の検地を行ったとき、繁長は同僚の色部長実と諍いを起す。その直後、奥羽で反豊臣の一揆が発生する。一揆は鎮圧されるが、繁長・義勝父子は庄内の藤島一揆を扇動したとの嫌疑を受けて改易され、大和国に配流された。ただし、これについては繁長が謀反を先導したとする証拠が残っておらず実際のところは不明である。この説とは別に十五里ヶ原の合戦が惣無事令違反と判断され咎を受けた末に改易になったという話もある。上杉家中の事情とすれば、揚北衆の中で新発田重家と並ぶ実力者になっていた繁長が重家の滅亡によってより力を持つことを恐れられ、重家を改易することで上杉氏の揚北衆支配を確立させたいよする思惑があったことも指摘されている。
その後、文禄の役に参陣して赦免され、1万石を与えられて上杉家に帰参した。慶長3年（1598年）、景勝が会津に転封されると、田村郡守山城代に任じられた。
関ヶ原の戦いが迫った慶長5年（1600年）8月下旬、景勝の命により信夫郡福島城に移り、梁川城の須田長義と共に伊達軍の侵攻に備えた。関ヶ原の戦いが東軍の勝利に終わり、また最上義光を攻めていた米沢の直江兼続が長谷堂城攻略に失敗し敗退すると、10月6日、片倉景綱・茂庭綱元・屋代景頼らが率いる伊達軍2万が信夫郡の福島城へと攻め込んできた。繁長はまず義勝に迎撃させたが、宮代・瀬上間の野戦で敗れ、義勝は撤収して繁長と共に福島城に籠城した。伊達軍は孤立した福島城を包囲し城下まで攻め入り、砂金実常の部隊が城門まで突出して攻撃を加えたが、宮代から出撃した岩井信能や須田の襲撃の報告を手にした繁長が城外に打って出た為、伊達軍は挟撃され、手負いも多く出たため（片倉景綱の家臣の国分外記と須田弥平左衛門らが討死）、政宗はいったん攻撃を中止し、福島城へ向けて釣瓶打ちに銃撃を加えた後、国見山に陣を返した。この時、梁川城の須田長義が信夫山の後背に展開していた伊達軍を追撃して小荷駄隊を襲い、「竹に雀」の陣幕を奪う働きを見せた。伊達側の記録によれば、国見山に帰陣した伊達軍は、梁川城での調略工作が、横田大学の伊達方への内通が発覚したことにより失敗に終わったため、福島城への2度目の攻撃を中止して、翌7日即座に北目城へ撤退した。
また、摺上川を上り茂庭から稲子峠を経て北目城へ撤退したとする説がある。いずれにしても、繁長は伊達軍から福島城を死守したのは事実である。福島城を守り抜いた繁長の上杉家中における地位はさらに上がることになった(松川の戦い)。
10月20日に徳川家康に対して抗戦を継続すべきか講和すべきか軍議が行われ、この席で直江兼続らが抗戦継続を唱えたのに対し繁長は徳川方との早期講和を主張した。上杉景勝は繁長の意見を容れて終戦工作を開始し、11月3日には繁長に上洛して折衝にあたるよう命じ、上洛した繁長は伏見留守居役・千坂景親と協力して終戦工作に奔走した。その結果、繁長らの努力が実って上杉家は会津120万石から米沢30万石に減封こそされたものの存続を許された。これに伴い繁長も11,000石から3,300石に石高が減封されたが、引き続き福島城代を務め、重臣として家中の再建にあたった。
慶長18年（西暦では翌1614年）12月20日死去。享年74。上杉景勝は繁長の武勇を称え、「武人八幡」の称号を与えた。法名は憲徳院殿傑伝長勝大居士。墓所は福島県福島市の長楽寺。長楽寺には繁長の木像が安置されており、毎年9月に行われる供養祭には一般公開されている。家督は先に大宝寺氏に養子に入っていた次男の大宝寺義勝が本庄氏に復帰し、本庄充長と改名することで相続した。なお、充長には子が居なかったために自身の弟で繁長の六男である本庄重長がその後に本庄の家督を継いでいる。

## 『東国太平記』における本庄繁長の挟撃説
上杉家では、延宝8年（1680年）に成立した軍記物『東国太平記』（杉原親清編纂、国枝清軒校訂）の内容を「松川合戦」の通説として語り、「謙信以来の本庄繁長の武勇を知らしめた戦い」としてその武功を讃え喧伝している。

## 人物
- 繁長は上杉家に鬼神ありとまで言われた[3]。景勝も繁長を特に優遇し、竹に飛雀の紋所と上杉景信の名跡を継ぐ事を許して上杉一門として遇した（紋所は上杉一門の山浦家以外は本庄家しか許されていない特権である）[3]。
- 繁長は少数の兵を指揮する能力に長けており、十五里ヶ原の戦いや松川の戦いなど勝利を収めた戦いの殆どは敵軍よりも自軍の兵の方が圧倒的に少ない。また本庄繁長の乱では最終的に敗れているが、倍以上の兵を擁する上杉軍を相手に1年程戦って大損害を与えている。また城そのものについても落城は免れている。
- 関ヶ原の戦いの後に上杉家の終戦工作の下地を調えるように上杉景勝が繁長に命じたのは本庄繁長の武名が多方面に轟いており、多くの大名から一目置かれている繁長であれば徳川方と対等に交渉できると見込んでいた為であると言われている。
- 本庄房長の室は小川長資謀反の際に敵兵に襲われ腹部に刀傷を負ったものの一命は取り留めた。しかし、その際に受けた傷は体内の繁長にまで届いており、繁長は生まれながらにして眉目に傷を負っていたと伝えられる。

## 関連作品
小説
- 大嶋満夫『阿賀の風雲 内乱篇』（村上新聞社、1986年）
- 風野真知雄『奇策 北の関ケ原・福島城松川の合戦』（祥伝社文庫、2003年）ISBN 978-4396331184
- 大場喜代司『愚直之将 巻一 - 四』（生活文化叢書刊行会、2008年-）